# Slovenska osebna izkaznica
Slovenska osebna izkaznica je javna listina in se izda državljanom Republike Slovenije. Uporablja se lahko kot potna listina pri obisku evropskih držav (razen Belorusije, Rusije, Ukrajine in Združenega kraljestva), pa tudi Gruzije, francoskih čezmorskih ozemelj in Montserrata (za največ 14 dni), ali pa kot identifikacijski dokument. Slovensko osebno izkaznico ureja Zakon o osebni izkaznici, ki je bil 3. maja 2011 sprejet v veljavo. Od 28. marca 2022 se v Sloveniji izdaja biometrična osebna izkaznica.
Za osebno izkaznico lahko zaprosi vsakdo, ob vložitvi osebne izkaznice za otroka pa mora biti navzoč skrbnik oz. starš. Osebno izkaznico lahko otrok pridobi takoj po rojstvu. Osebi, stari med 3 in 18 let, se izda izkaznica s petletno veljavnostjo; osebi med 18 in 70 letom se izda osebna izkaznica z desetletno veljavnostjo; osebi, starejši od 70 let pa se izroči trajna osebna izkaznica. Osebna izkaznica z veljavnostjo enega leta se izroči osebam, ki so izkaznico izgubili, uničili ali jim je bila ta odtujena.

## Videz

### Starejša verzija osebne izkaznice
Ob grbu Republike Slovenije je vpisano REPUBLIKA SLOVENIJA, pod njim pa Osebna izkaznica in Identity card. Osebne izkaznice, izdane na uradnih dvojezičnih območjih Slovenije, imajo poleg slovenskega tudi italijansko ali madžarsko besedilo. To sta REPUBBLICA DI SLOVENIA in Carta d'identità v italijanščini ter SZLOVÉN KÖZTÁRSASÁG in Személyi igazolvány v madžarščini. Osebne izkaznice v Sloveniji izdajajo upravne enote, v tujini pa diplomatska in konzularna predstavništva Republike Slovenije. Čas izdelave ene osebne izkaznice traja 4 dni.
Na osebni izakznici se (od vrha proti dnu) nahajajo še dvočrkovna koda države izdajateljice (za Slovenijo je to SI), serijska številka izkaznice, fotografija imetnika v velikosti 3,5×4,5 cm, ime in priimek, državljanstvo, rojstni datum, enotna matična številka občana, spol, ustrezna označba za prebivališče, datum izdaje in poteka izkaznice, pristojen organ, lasten podpis in možna oznaka za prepoved prehajanja meje.

### Biometrična osebna izkaznica
Biometrična osebna izkaznica poleg elementov s starejše verzije vsebuje 34 varnostnih elementov. To so čip s podobo obraza in prstnim odtisom v biometrični obliki, potrdilo za elektronski podpis in dve sredstvi elektronske identifikacije, QR-kodo za preverjanje veljavnosti na portalu E-Uprava, poleg naslova še pošto in poštno številko ter poleg datuma rojstva še kraj in država rojstva. Prstne odtise se vzema državljanom, starejšim od 12 let; če to ni mogoče, se izda izkaznica z enoletno veljavnostjo. Biometrična osebna izkaznica se v Sloveniji izdaja od 28. maja 2022, vendar je starejša različica še vedno enakopravna novejši.